# Iosif Nemeș
Iosif Nemeș (ur. w 1903, zm. ?) – rumuński rugbysta, brązowy medalista Igrzysk Olimpijskich 1924 w Paryżu.
Iosif Nemeș zadebiutował w reprezentacji Rumunii z Francją rozgrywanych w ramach Letnich Igrzysk Olimpijskich 1924, po czym zagrał jeszcze w drugim meczu na tym turnieju. Po igrzyskach zagrał jeszcze raz przeciwko reprezentacji Niemiec w 1927. Ostatni mecz zagrał w 1927 z Czechosłowacją.